# Trilophidia repleta
Trilophidia repleta är en insektsart som först beskrevs av Walker, F. 1870.  Trilophidia repleta ingår i släktet Trilophidia och familjen gräshoppor. Inga underarter finns listade i Catalogue of Life.